# آن گریبیل
آن مارتین گریبیل )انگلیسی: Ann Martin Graybiel؛ متولد ۱۹۴۲) استاد مؤسسه و عضو هیئت علمی در بخش مغز و علوم شناختی در مؤسسه فناوری ماساچوست و محقق در مؤسسه تحقیقات مغز مک گاورن است. گریبل متخصص عقده‌های قاعده‌ای و فیزیولوژی عصبی شکل‌گیری عادت و یادگیری ضمنی نیز بوده و تحقیقات او دربارهٔ بیماری پارکینسون، بیماری هانتینگتون، اختلال وسواس فکری-اجباری، سوء مصرف مواد و سایر اختلالاتی است که بر عقده‌های قاعده‌ای تأثیر می‌گذارد.

## پژوهش‌ها
برای بخش زیادی از دوران حرفه‌ای خود، گریبیل بر فیزیولوژی استریاتوم (جسم مخطط) تمرکز کرده است، ساختاری در عقده‌های قاعده‌ای (بازال گانگلیا) که در کنترل حرکت، شناخت، تشکیل عادت و تصمیم‌گیری نقش دارد. در اواخر دهه ۱۹۷۰، گریبیل کشف کرد که اگرچه نورون‌های استریاتوم به نظر توده‌ای بی‌شکل می‌رسند، در واقع به بخش‌های شیمیایی سازمان‌یافته‌ای تقسیم شده‌اند که او آنها را «استریوزوم» نامید. تحقیقات بعدی ارتباط بین ناهنجاری‌های استریوزوم و اختلالات عصبی، مانند اختلالات خلقی در بیماری هانتینگتون و کاهش دوپامین در بیماری پارکینسون را نشان داد.
تحقیقات بعدی گریبیل نشان داد که چگونه سازمان‌بندی مدولار استریاتوم با شناخت، یادگیری و تشکیل عادت مرتبط است. او دریافت که نورون‌ها از نواحی قشر حسی و حرکتی که بخش‌های مشابهی از بدن را کنترل می‌کنند، به استریاتوم می‌روند و در آنجا خوشه‌هایی به نام «ماتریزوم» را تشکیل می‌دهند. گریبیل در ادامه نشان داد که ماتریزوم‌ها برای هر بخش از بدن وجود دارند و به صورت حلقه‌هایی سازمان‌یافته‌اند که نئوکورتکس (قشر جدید)، منطقه‌ای مسئول شناخت، ادراک و کنترل حرکتی، را به ساقه مغز، منطقه‌ای که حرکات را هماهنگ می‌کند، اتصال می‌دهند. مطالعات روی جوندگان و نخستی‌سانان نشان داد که ماتریزوم‌ها برای تشکیل عادت‌ها حیاتی هستند.
در کارهای بعدی، گریبیل نشان داد که ابتدا در استریاتوم و سپس در قشر اینفرالیمبیک، یک الگوی فعالیت عصبی به نام «براکت وظیفه» یا «تکه‌تکه شدن» (chunking) هنگام تشکیل عادت ظاهر می‌شود. در این الگو، نورون‌ها زمانی که یک وظیفه عادتی شروع می‌شود فعال شده و در طول انجام وظیفه، فعالیت کمی نشان می‌دهند و دوباره زمانی که وظیفه به پایان می‌رسد فعال می‌شوند.
در کارهای اخیر خدو، گریبیل بر شناسایی مسیرهای خاصی تمرکز کرده است که زیربنای جنبه‌های مختلف رفتار مانند تشکیل عادت، یادگیری و شناخت، و تصمیم‌گیری هستند. او اولین کسی بود که تأثیر کاهش دوپامین بر فعالیت نورون‌های تحت تأثیر بیماری پارکینسون را در طول انجام وظایف رفتاری تحلیل کرد.

## حرفه
گریبیل در رشته زیست‌شناسی و شیمی در دانشگاه هاروارد تحصیل و مدرک لیسانس خود را در سال ۱۹۶۴ دریافت کرد. پس از دریافت مدرک کارشناسی ارشد در زیست‌شناسی از دانشگاه تافتس در سال ۱۹۶۶، تحصیلات دکترا را در رشته روان‌شناسی و علوم مغزی در MIT تحت هدایت هانس لوکاس توبر و وال ناوتا آغاز کرد. او دکترای خود را در سال ۱۹۷۱ دریافت نمود و در سال ۱۹۷۳ به دانشکده MIT پیوست.
در سال ۱۹۹۴، گریبیل یکی از ۱۶ عضو هیئت علمی زن در دانشکده علوم MIT بود که نامه‌ای به رابرت بیرجینو، رئیس وقت دانشکده علوم (که اکنون رئیس دانشگاه برکلی است)، نوشتند و آن را امضا کردند. این نامه آغاز یک کمپین برای برجسته کردن و به چالش کشیدن تبعیض جنسیتی در MIT بود.
همچنین در سال ۱۹۹۴، او به عنوان استاد علوم اعصاب والتر ای. روزنبلایت در گروه علوم مغز و شناختی منصوب و در سال ۲۰۰۱ به عنوان محقق در مؤسسه مک‌گاورن MIT برای تحقیقات مغز انتخاب شد. در سال ۲۰۰۸، او به عنوان استادِ مؤسسه (Institute Professor) منصوب گردید.